# القفاز (شيلر)

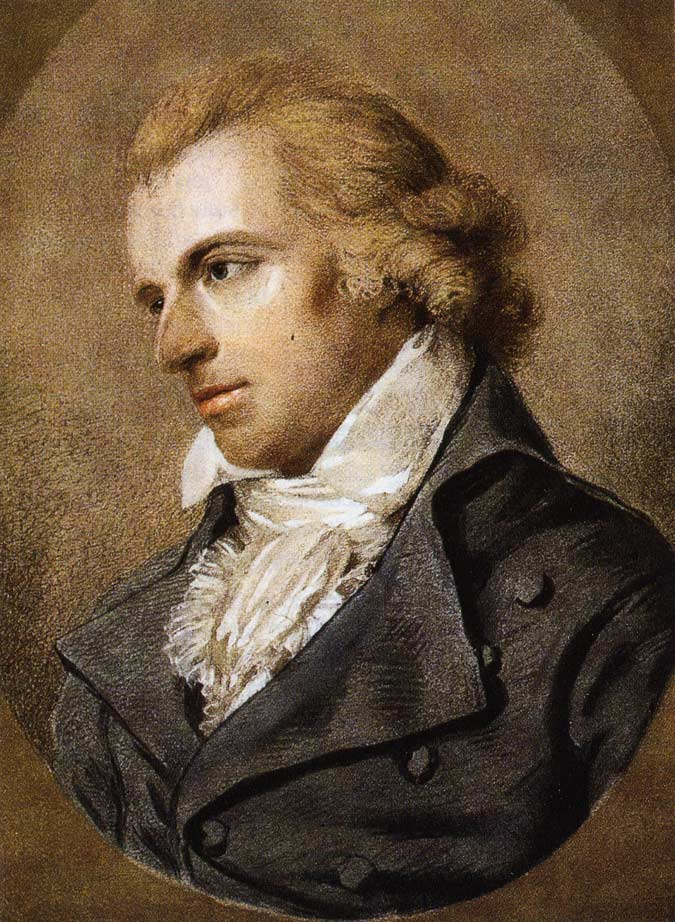
فريدرش شيلر

القفاز (بالألمانية: Der Handschuh) قصيدة بالاد من تأليف الشاعر الألماني فريدرش شيلر (1759-1805)، كتبت القصيدة في عام 1797، عام منافسة البالاد الودية بين غوته وشيلر. تظهر في هذه القصيدة سمات درامية واضحة مثل غيرها من الحكايات الشعرية التي كتبها شيلر في هذه الفترة. القصيدة تستند إلى قصة حقيقية وجدها شيلر في مجلد. تم تحويل القصيدة إلى موسيقى من قبل روبرت شومان في عام 1850.

## وصلات خارجية
| - القفاز، على أرشيف الإنترنت. - القفاز، على الفهرس العالمي. - القفاز، على كتب جوجل. | - القفاز، على موقع أمازون. - القفاز، على ويكي مصدر الألمانية. |  |